# 明石海人

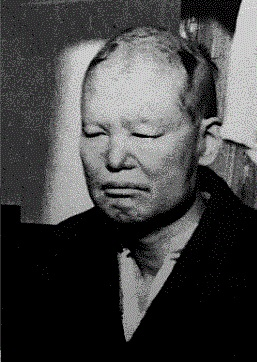
明石海人

明石 海人 (あかし かいじん、1901年（明治34年）7月5日 - 1939年（昭和14年）6月9日) は、昭和初期に活動した日本の歌人である。本名は野田勝太郎。「もし長寿を保ったなら、昭和時代を代表する大歌人となったろう」とは大岡信の言である。

## 略歴
1901年 (明治34年) 7月5日、沼津市に三男として生まれた。2人の兄と1人の妹がいる。もう1人弟がいたが出生後間もなく亡くなっている。生家は経済的に恵まれており、沼津商業学校を終えると静岡師範学校へ入り教職の道に進み、1920年 (大正9年) に師範学校を卒業後、小学校教員となった。
1924年、同僚の麻子と結婚、翌1925年 (大正14年) には長女の瑞穂、続いて次女の和子をもうけた。絵画、クラシック音楽を愛好し、赤いオートバイに乗ったり、テニスを楽しむ青年だったという。
生活は順調だったが、25歳の年の1926年 (大正15年) ハンセン病を発症したため、教職を辞さざるを得なくなった。当初は自宅療養に努めたが、その後実家や長兄・敬太郎の経済的支援のもと、考えられる限りの治療を求めて、紀州粉河、私立明石楽生病院 (兵庫県) などで治療に励んだ。特に粉河寺のほとりにあった町は海人の気に入り、ここに長く住んで医者に通っていた。海人の随筆「粉河寺」によると、ここには3年住んでいたらしい。
楽生病院の入院料は月間百三十円程度が必要でかなりの高額だったが、それを払うことができたことからわかるように海人は相当な資産家だったらしい。明石にいた当時の海人は長身の美男子で、博学だったという。
この時期、同じ病院に入院していた知名人の夫人と恋愛関係になり、一時期病院を出て加古川付近で同棲していたことがあったが、家人の反対にあい1年後には同棲を解消し病院に戻った。病院に戻った時にはハンセン病の症状は悪化していて、頭髪はすっかりなくなり、顔面も張れあがっていたという。
同病院の閉鎖により、1932年 (昭和7年) 11月に開園間もなかった国立らい療養所長島愛生園 (岡山県) に入所した。なお、前年の1931年 (昭和6年) には癩予防法 が成立しておりハンセン病患者の強制隔離政策が始まっている。
海人は入所後、1932年 (昭和7年) から翌1933年 (昭和8年) 末にかけて精神錯乱を起こし、十坪住宅の一室で過ごした。当時、十坪住宅に入居するには月額十五円が必要だったが、資産のあった海人はそれを一年分前納している。
当時を回想して、内田守人は海人が半年以上もほとんど狂人の状態にあったと書き遺している。精神錯乱前の海人は社交家で如才なく、遠慮深かったが、錯乱から回復後は気難しく無口になり、無遠慮になったとも言うが、海人を知る身近な人間は、海人が気難しい変人だったというのは誤った伝聞であると言っている。
回復後の1933年12月にはキリスト教に入信、洗礼を受けた。更に、1934年 (昭和9年) 3月には、「明石大三」と改名した。
明石は入所後から、俳句、短歌、詩、エッセイ、小説などの創作に励んだが、重点は次第に短歌へと移った。
当時の愛生園には医師として内田守人 (本名は内田守、1900-1982) が勤務しており、内田は歌人でもあった。短歌結社「水甕」同人であった内田は園内の患者に短歌の指導も行っており、海人もまた内田の指導を受けながら創作を続けた。海人は1935年 (昭和10年) 1月に「水甕」社に入社し当初はここで活動していたが、同年8月からは「日本歌人」へ移動し、その後はここを活動の中心にした。
1935年 (昭和10年)、ハンセン病が進行し失明、その後1936年 (昭和11年) 11月には気管切開手術を受け、声を失った。以後は、指で文字を書いて指示して他人に代筆してもらいながらの創作活動を続けた。
海人の付添介護はかなりの重労働だった。自腹で月額三円を払ってもなり手を見つけることが難しく、身の回りの世話と、代筆・代読には別々の人を頼んでも、長くて2週間、大抵は3日か5日しか持たなかったという。
発熱で大量の汗をかくことから一日に衣類を二十数枚も着替えることと、海人のための代読、代筆には相当の教養が必要だったこと、特に海人の使う用語が専門的で難解だったことなどが原因だった。
1937年 (昭和12年) に改造社が一般募集して作られた『新万葉集』全11巻に応募し、11首という異例の大量入選によって注目を集めた。このことがきっかけで、改造社から個人歌集の出版をする依頼を受け、1937年一杯をかけて出版の準備を進め、大みそかにようやく完成稿を改造社に送った。
死の直前に歌集『白描』を改造社から刊行したが、1939年 (昭和14年) 6月9日、結核のために亡くなった。
『白描』以外に海人が残した原稿は、死後『海人遺稿』として1939年 (昭和14年) 8月に出版された。『海人遺稿』には、随筆8編と短歌・詩44編、散文詩9編、病中日記が含まれている。
また、『白描』は死後の1939年 (昭和14年) に大ベストセラーになり、北條民雄 (1914年-1937年) の小説『いのちの初夜』(1936年)、小川正子 (1902年-1943年) の『小島の春』(1938年) と共に、ハンセン病文学の代表的作品とみなされている。

## 『白描』
『白描』は、それまでに発表した和歌を海人が編んで出版した歌集で、売れ行き部数の正確な値はともかくとして、この歌集が当時としては異例のベストセラーになったことは疑いようのない事実ではある。しかし同時に、その出版の背景には、当時の国家のハンセン病政策が色濃くにじんでおり、海人の文学的感性のみによって歌を選び、歌集を編んだわけではない。
海人が配慮せざるを得なかった理由の第1は、海人が歌集を出版するためには、医師の内田守人らをはじめとする療養所の多数の人間の手をわずらわせざるを得ず、必然的に療養所に配慮するという自制が働かざるを得なかった点にある。
第2に、当時、療養所内の人間が外部に文章を発表する時には、事前に検閲を受ける必要があった事実がある。実際に、海人とほぼ同時代人である作家の北條民雄も検閲に悩まされていたことが北條の日記に書かれている。死後『北條民雄全集』の一部として出版された日記には伏字だらけの部分がある。
明石自身、『白描』はハンセン病患者の置かれた状況を知ってもらうための「一種のプロパガンダに過ぎない」との割り切った見方を、当時の手紙の中に書き残しており、「日本歌人」に載せたような歌は収録できなかった、と知人宛ての書簡に書いている。
『白描』は2部から構成されており、第1部が「白描」、第2部が「翳」と題されている。それぞれの性格は異なっており、「白描」が療養所内で行われる儀礼行事の機会に読まれた儀礼歌を中心に構成しているのに対し、「翳」のほうは、制限があるながらも、海人の文学的感性によって選ばれた歌で構成されている。戦前は第1部の「白描」の方を高評価する論調が多かったが、戦後はむしろ、第2部の「翳」を評価する傾向が強い。

## 主な刊行文献
- 『明石海人歌集』村井紀編、岩波文庫、2012
- 荒波力『幾世の底より　評伝・明石海人』白水社、2016

### 注
1. ↑  強制隔離政策が本格的に進められたことで療養所の定員をオーバーする過剰な患者を収容したため、居住環境は劣悪だった。この状況を改善するために民間の寄付を募って小さな住宅を療養所内に作る運動が光田健輔の発案で進められた。この運動で作られた住宅は十坪住宅と呼ばれている。
2. ↑  海人の失明を1936年 (昭和11年) だと書く文献[10]があるが、海人自身が歌集『白描』の跋文 (「作者の言葉」) において、自身の失明を1935年と書いている。また、海人をよく知っていた内田守人の『明石海人全歌集』(短歌新聞社、1978年) 巻末の年譜においても、海人の失明は1935年の8月のことと書かれている。
3. ↑  別の文献[10]では、1938年 (昭和13年) に気管切開手術を受けたことになっている。内田守人『明石海人 全歌集』の年譜でも1938年10月に手術とある。
4. ↑  一般的には25万部のベストセラーと言われているが、『海人全集』の「明石海人年譜」では1桁少ない2万5千部と書かれている[6]。
5. ↑  明石海人や北條民雄がハンセン病患者であったのに対し、小川正子は療養所の看護婦であり、ハンセン病患者ではない。そのため、小川の小説はハンセン病患者の視点から描かれておらず、積極的に「無癩県運動」に参加し、ハンセン病が強力な伝染性を持つ恐るべき病であるという誤った偏見を広めることに一役買い、小村を回って患者狩りの一翼を担った小川には批判的な見解もある。小川が善意の看護婦であったことを否定しないものの、権利回復活動をおこなってきたハンセン病患者の作家たちは批判的である。
6. ↑  広辞苑によると、白描とは「東洋画で、毛筆による墨の線のみで完成された絵。また、その技法」のことである。